# Lee Curreri
Leonard Charles Curreri, meglio noto come Lee Curreri (New York, 4 gennaio 1961), è un attore e musicista statunitense.
Ha suonato il piano nel gruppo musicale In vitro.
Curreri è soprattutto noto per la sua interpretazione del ruolo di Bruno Martelli nel film Saranno famosi (1980) e nell'omonima serie televisiva (1982-1987).